# دوقية أوربينو
دوقية أوربينو هي دولة قديمة ذات سيادة في وسط-شمال إيطاليا. حكامها من النبلاء أسرة مونتيفلترو ، حصلو على لقب نبلاء من فريدريك الثاني أمبراطور الإمبراطورية الرومانية المقدسة .